# Gilbert de Gravina
Gilbert de Gravina (en italien, Gilberto di Gravina) est un baron italo-normand du royaume de Sicile, comte de Gravina dans les Pouilles.

## Biographie
Gilbert de Gravina un noble apparenté à la reine Marguerite de Sicile et au comte Rotrou III du Perche.
À la fin des années 1150, il se rend dans le royaume de Sicile où le roi Guillaume Ier le nomme vers 1158, comte de Gravina.
En 1160, il participe avec un grand nombre de barons d'Italie méridionale au complot qui vise à assassiner l'Amiratus Amiratorum Maion de Bari, le personnage le plus puissant du royaume après le roi, haï par une grande partie de l'aristocratie. Après l'assassinat de Maion à Palerme (novembre 1160), les conjurés cherchent à renverser le roi mais il semble que Gilbert décide de prendre ses distances avec les comploteurs. En effet, lorsque le roi, un temps emprisonné par les barons rebelles (mars 1161), est libéré, il confie à Gilbert la mission de combattre ces derniers en Apulie. Les rebelles qui n'eurent pas le temps de quitter le royaume furent sévèrement punis, les uns exécutés ou mutilés (yeux crevés), les autres bannis, et en 1163, la pacification du royaume fut achevée.
En 1165, il reçoit avec Richard de Say le commandement de l'armée normande et est chargé par le roi de surveiller en Campanie la frontière du royaume pour faire face à une éventuelle invasion allemande : l'empereur germanique Frédéric Barberousse, qui soutenait un antipape, Pascal III, avait en effet menacé d'envahir le royaume de Sicile. Les troupes siciliennes firent leur jonction avec les Romains hostiles à l'empereur, s'emparèrent notamment de Veroli, Alatri et Ceccano, et pourchassèrent dans le Latium les partisans de Frédéric Barberousse : cette campagne dut avoir pour résultat de chasser du sud de l'État pontifical les partisans de Barberousse et de l'antipape.
Lors de la minorité du fils et successeur du roi Guillaume Ier, Guillaume II (1166-1171), l'ambitieux Gilbert de Gravina représente à la Cour l'aristocratie, dont les membres comptent sur la jeunesse du roi et la faiblesse de la reine et régente Marguerite pour reconquérir un peu d'indépendance vis-à-vis du pouvoir royal, et être appelés à prendre part au gouvernement. Dès la mort du roi Guillaume Ier en mai 1166, Gilbert s'était hâté d'accourir à Palerme dans l'espoir que sa parenté avec Marguerite lui vaudrait des fonctions importantes : il rêve en effet de devenir catépan du royaume. Mais les tensions avec sa cousine ne tardèrent pas à apparaître et Gilbert se plaignit notamment de la composition du conseil du roi d'où les nobles étaient systématiquement exclus, et où un eunuque d'origine musulmane, le caïd Pierre, avait tout pouvoir. Marguerite répondit en se retranchant derrière les dernières volontés de son mari et offrit à Gilbert de rester au sein de la cour royale comme familiaris regis (sorte de conseiller royal), au même titre que l'eunuque Pierre. Indigné, Gilbert de Gravina refusa une situation qui le mettait, selon lui, sur le même pied qu'un esclave et menaça la régente d'une révolte qui la chasserait du pouvoir. Gilbert reprocha également à sa cousine d'avoir confier des responsabilités et le trésor royal à Pierre, un « esclave musulman » (que Gilbert cherchera d'ailleurs à éliminer). Dans la même journée ou un peu plus tard, il faillit également se battre avec un proche de Marguerite, le baron Richard de Mandra, comte de Molise : les deux hommes s'injurièrent, se provoquèrent en duel, mais furent séparés grâce à l'intervention de la régente. Pour éloigner son irascible cousin de la Cour, Marguerite le nomma catépan d'Apulie et Terre de Labour, et lui confia le commandement de l'armée royale pour résister à une éventuelle invasion germanique. Dans le même temps, son fils Bertrand fut nommé par la reine comte d'Andria. Au sein de la Cour, Richard de Mandra remplacera Gilbert comme représentant de l'aristocratie.
En 1168, lors de nouvelles tensions dans le royaume et au sein même de la Cour, Gilbert de Gravina et d'autres barons prennent le parti du chancelier Étienne du Perche, son cousin, contre celui de Richard de Mandra et d'Henri de Montescaglioso. La régente finit par reprendre la situation en main et Étienne du Perche est poussé à quitter ses responsabilités et le royaume. Gilbert subira le même sort : les conseillers du roi décidèrent qu'il devra être expulsé du royaume. Résigné, Gilbert quitta le royaume de Sicile et, accompagné de sa femme et de ses enfants, partit pour la Terre sainte (1168),.

## Sources primaires
- Hugues Falcand, Le livre du royaume de Sicile
- Romuald de Salerne, Chronique
- Annales Ceccanenses